# Chocholná-Velčice
Chocholná-Velčice este o comună slovacă, aflată în districtul Trenčín din regiunea Trenčín. Localitatea se află la altitudinea de 220 m deasupra n.m., se întinde pe o suprafață de 27,9 km2 și în 2017 număra 1.696 de locuitori.

## Istoric
Localitatea Chocholná-Velčice este atestată documentar din 1345.

## Demografie
| An:                | 1994 | 2004   | 2014   | 2024   |
| ------------------ | ---- | ------ | ------ | ------ |
| Număr de persoane: | 1603 | 1695   | 1701   | 1666   |
| Diferență:         |      | +5,73% | +0,35% | −2,05% |

| An:                | 2023 | 2024   |
| ------------------ | ---- | ------ |
| Număr de persoane: | 1672 | 1666   |
| Diferență:         |      | −0,35% |